# Elaphoglossum caudulatum
Elaphoglossum caudulatum är en träjonväxtart som beskrevs av John T. Mickel. Elaphoglossum caudulatum ingår i släktet Elaphoglossum och familjen Dryopteridaceae. Inga underarter finns listade.